# Libro d'Oro

Le Libro d'Oro (en français : Livre d'or), aujourd'hui Libro d'Oro della Nobiltà Italiana (en français : Livre d'or de la noblesse italienne) est un annuaire de la noblesse italienne. 

## Historique
Créé au Moyen Âge, le Libro d'oro récapitulait, à l'origine, la liste des familles de la noblesse de la république de Venise et de ses colonies, comme les îles Ioniennes. Après l'unification italienne, il devient le nom (« Libro d'oro della nobiltà italiana ») de l'annuaire officiel de l'ensemble la noblesse italienne. 
Le même nom (Libro d'oro della nobiltà italiana) était donné à une publication privée, qui continue aujourd'hui par le Collegio araldico - Istituto araldico romano, sans aucune officialité http://www.collegioaraldicoromano.it/libro-d-oro